# Yonca Evcimik
Yonca Evcimik(Istambul, 16 de Setembro de 1963) é uma famosa cantora pop e atriz turca.  Normalmente é chamada de Yoncimik pelos seus fãs.

## Discografia
- Abone (1991-Özer Plak)
- Kendine Gel (1993-Özer Plak)
- 8:15 Vapuru (single) (1994-Özer Plak)
- Yonca Evcimik '94 (1994-Özer Plak)
- I'm Hot For You (1995-İstanbul Plak)
- Yaşasın Kötülük (1997-Şahin Özer)
- Günaha Davet (1998-Raks Müzik)
- Herkes Baksın Dalgasına (2001-Universal Müzik)
- The Best of Yoncimix Remixes (2002-Şahin Özer)
- Aşka Hazır (2004-DMC)
- Oldu Gözlerim Doldu (2005-Sony BMG)
- Şöhret (İbret Öyküsü) (2008)
- Yallah Sevgili (2012)
- Yonca Evcimik '15. (2014)